# Kim Jong-jik
Kim Jong-jik (coréen: 김종직, hanja: 金宗直), né à Miryang en juin 1431 et mort le 19 août 1492, est un homme politique, un philosophe néo-confucianiste et un écrivain coréen de la période Joseon. Son surnom était Jeompiljae (점필재, 佔畢齋), ses noms de courtoisie Gyeon (계온, 季溫) et Hyogwan(효관, 孝盥), son titre, duc Munchung (문충 공, 文忠 公).
Après sa mort, ses écrits ont été à la base de la première purge des lettrés en 1498. Après sa réhabilitation, des sanctuaires ont été établis en son honneur dans les seowons, les écoles confucéennes, en particulier à la Yerim Seowon de Miryang et à la Geumo Seowon de Gumi.

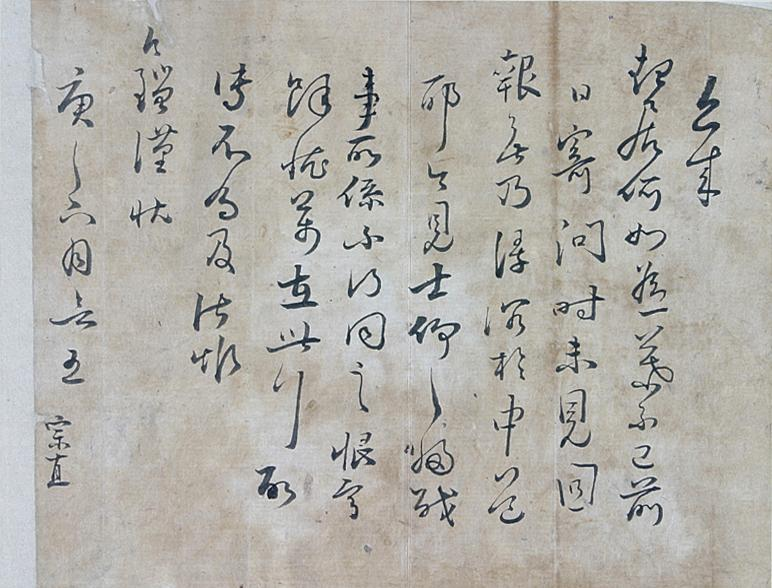
Une lettre de Kim Jong-jik écrite vers 1460.

## Œuvres
- Jeompiljae jip (점필재집, 佔畢齋集)
- Cheonggupunga (청구풍아, 靑丘風雅)
- Dongmunsu (동문수, 東文粹)
- DanghuIlgi (당후일기)
- YuduYurok (유두유록, 遊頭流錄)
- Gihaengrok (기행록, 紀行錄)